# Santa Maria de Barberà
Santa Maria de Barberà és una església romànica situada a Barberà del Vallès (Vallès Occidental), catalogada com a bé cultural d'interès nacional.

## Història
Gràcies a les intervencions arqueològiques realitzades als anys 2012 i 2014 a la part septentrional de l'església, s'ha pogut documentar una ocupació de l'espai com a mínim des d'època romana fins a l'actualitat. En aquesta zona s'han documentat diversos enterraments datats entorn de finals del segle viii i principis del ix, probablement associats amb un edifici de culte anterior a l'existent. També s'han documentat els fonaments de la part septentrional de l'església, els quals reaprofitaren part d'una església prerromànica anterior.
El lloc de Barberà del Vallès és documentat des de l'any 986 i el castell des del 1005. El 1006, s'esmenten les esglésies de Barberà, una de les quals devia ser la que precedí l'actual església romànica de Santa Maria, construïda durant la segona meitat del segle xi (el 1067 i el 1074 hi ha notícia de deixes per a l'obra de l'església) i consagrada sota l'episcopat de Sant Oleguer (1116-1137). El 1143 devia ser parròquia, ja que n'era sufragània la del castell. El mateix any passà a jurisdicció de l'orde del Temple.
El 1919, mossèn Manuel Trens, director del Museu Diocesà de Barcelona, i el rector mossèn Josep Maria Esteve posaren al descobert les pintures que recobreixen els absis. Després de la Guerra Civil, tant les pintures com l'església foren restaurades amb l'ajut del Servei de Conservació de Monuments de la Diputació de Barcelona. Els problemes estructurals que presentava el temple van comportar la redacció d'un projecte de consolidació, inclòs dins del programa Romànic Obert i signat per la Generalitat de Catalunya i l'Obra Social La Caixa.

## Descripció
Es troba al barri de la Sagrera, al final del carrer de Sant Oleguer, al marge dret del riu Ripoll, aïllada d'altres edificacions. És una construcció romànica de planta de creu llatina amb una sola nau coberta amb volta de canó lleugerament apuntada i tres absis orientats a llevant coberts amb volta de quart d'esfera. Els murs són de carreus de pedra bicolors ben escairats i d'una mida mitjana. Tenen com a únic element decoratiu les bandes llombardes i els arquets cecs al sector de la capçalera. Sobre el braç nord del transsepte s'aixeca el campanar de base rectangular dividit en dos cossos, l'inferior està ornamentat amb arcs cecs i bandes llombardes, sense cap obertura i rematat amb un fris de dents de serra. El cos superior té espitlleres a mitjana alçada i finestres dobles al capdamunt, està rematat amb una teulada piramidal. La porta d'accés, situada al mur de ponent, és un doble arc de petites dovelles. Podria no ser la portada original.
Descobertes el 1919 darrere d'un retaule que cobria tot l'absis central, a l'interior es conserven una de les millors mostres de pintura mural del romànic català in situ. Totes elles datades del segle xii, atribuïdes al mestre de Cardona. A l'absis central hi ha un Pantocràtor; al del nord trobem un cicle de la troballa i l'exaltació de la Santa Creu. A l'absis sud s'hi representa la vida dels sants Pere i Pau. El programa es completa amb escenes bíbliques i altres motius vegetals. És un dels pocs exemples on els tres absis conserven prou elements com per fer-nos una idea del que fou en època del romànic la iconografia de la capçalera d'un edifici religiós.
Es poden veure diferents representacions, presidides a l'absis central, a la seva part superior, per una Maiestas Domini amb els símbols dels quatre evangelistes, passant després als registres de l'Anunciació, la Visitació i la Nativitat del Senyor. En les absidioles es poden veure, entre d'altres, el martiri de sant Pere i sant Pau, i l'emperador Constantí.